# Forge (editor de nível)

Um monitor posicionando um veículo em um mapa no Forge.

Forge é um editor de níveis desenvolvido pela Bungie e 343 Industries para a série de jogos eletrônicos de tiro em primeira pessoa, Halo. O Forge foi lançado inicialmente junto com Halo 3 e foi expandido em Halo: Reach, Halo 4, Halo 2: Anniversary e Halo 5: Guardians.
Após o lançamento de Halo 3, o Forge recebeu elogios da crítica por sua facilidade de uso e versatilidade. Posteriormente, a Bungie lançou vários mapas projetados para edição no Forge em Halo 3 e Halo: Reach. Até 2019, mais de 6,6 milhões de mapas criados por usuários foram criados usando o Forge.

## Função
Em Halo 3, o Forge é um editor de mapas no jogo projetado para ajustar o posicionamento de armas, veículos e objetos. Enquanto no Modo Editor, o jogador se torna um robô flutuante, ou "monitor", que pode gerar, mover e excluir qualquer objeto de jogo no mapa. Todos os objetos recebem um valor monetário e custam dinheiro para gerar; o "orçamento" do nível determina quanto dinheiro o jogador pode usar para gerar objetos. Diferentemente dos editores de nível convencionais, a geometria do mapa não pode ser movida ou excluída no Forge de Halo 3, mas adereços (como caixotes e barreiras de concreto) podem ser usados para criar paredes e bloqueios improvisados. Atualizações posteriores de Halo 3 adicionaram DLC de mapas projetados especificamente para a edição no Forge, com listas de objetos expandidos que permitem aos jogadores criar mapas rudimentares a partir de blocos, declives e painéis.
A iteração de Halo: Reach no Forge recebeu vários novos recursos, como a capacidade de alternar objetos entre si, suspender objetos no ar e ajustar a localização dos objetos em incrementos mais finos através de "cutucadas". Essas adições foram posteriormente transportadas para Halo 3 em uma atualização para Halo: The Master Chief Collection.

## História
O desenvolvimento no Forge começou apenas 6 meses antes do lançamento de Halo 3; segundo Allen Murray, produtor da Bungie, vários "pequenos recursos de interface do usuário" precisavam ser cortados para acomodar sua inclusão. O Forge foi apresentado pela primeira vez em agosto de 2007 na Leipzig Games Convention.
Halo 5: Forge, uma versão gratuita da ferramenta de edição de mapas do Halo 5, foi lançada no Windows 10 em 8 de setembro de 2016.
Em agosto de 2019, a 343 Industries transferiu mais de 6,6 milhões de mapas do Forge criados nas versões Xbox 360 de Halo 3, Halo: Reach e Halo 4 para Halo: The Master Chief Collection.
O Forge não foi implementado para o lançamento de 2019 para Windows de Halo: The Master Chief Collection, mas foi adicionado mais tarde com o lançamento de Halo 3 em julho de 2020. Com o lançamento do Forge no Windows, Halo 3 Forge recebeu vários novos recursos de Halo: Reach.

## Recepção
Como componente de Halo 3, o Forge recebeu elogios da crítica após seu lançamento. Jeff Gerstmann, da GameSpot, descreveu o Forge como "uma adição extremamente poderosa que pode dominar sua vida" e elogiou o editor pelo valor de rejogabilidade que ele forneceu. Heather Campbell, da Play Magazine, nomeou Halo 3 seu jogo do ano devido ao Forge, com o co-editor Greg Orlando explicando mais adiante na edição: "O que separa Halo 3 de outros atiradores de console, como Call of Duty 4: Modern Warfare e Team Fortress 2, no entanto, é a inclusão de um modo de forja e a capacidade de salvar e editar filmes de jogabilidade. [...] Embora esses modos sejam comuns na maioria dos atiradores de PC online, sua inclusão em um jogo de console é algo totalmente novo — e maravilhoso." Em um editorial para a Edge, N'Gai Croal afirmou que o Forge poderia "ajudar a provar a viabilidade de conteúdo gerado pelo usuário nos consoles".
A iteração de Halo 3 do Forge recebeu comparações com Garry's Mod, um mod de Half-Life 2 de 2004 com uma ênfase semelhante na construção e experimentação de forma livre. Fora do uso pretendido como editor de mapas, o Forge foi usado para criar instalações de arte, organizando adereços em jogo para desenhar figuras e escrever mensagens. Modos de jogo e mapas criados no Forge ocasionalmente informaram o desenvolvimento do Halo. Grifball, um popular mapa e modo de jogo criado por usuário no Forge, no estilo de rugby, foi desenvolvido como um modo de jogo em uma lista semanal oficial de Halo 3. Grifball continuaria sendo incluído em todos os jogos subsequentes de Halo depois de Halo: Reach.
O funcionário da 343 Industries, Nick Bird, trabalhando na Garantia de Qualidade do Forge em Halo Infinite, creditou ao Forge por seu interesse no desenvolvimento de jogos; "Meu tempo no Forge e na comunidade do Forge eventualmente me levou a seguir uma carreira na indústria e, finalmente, me arranjou uma posição para trabalhar no que eu amo em uma franquia que amo."